# Piazzale del Foro Italico
Der Piazzale del Foro Italico, der bis 1946 Piazzale dell'Impero (deutsch: „Platz des Imperiums“) hieß, befindet sich zwischen der Piazza Lauro de Bosis mit dem Mussolini-Obelisk und dem Olympiastadion auf dem Foro Italico (früher Foro Mussolini) im Norden von Rom. Dieser Platz ist mit Mosaikböden und einer Brunnenanlage mit einer drei Meter im Durchmesser messenden Weltkugel aus Carrara-Marmor gestaltet.

## Platzgestaltung
Seit Mitte der 1920er plante die Faschistische Partei Italiens am nördlichen Stadtrand Roms eine Anlage zur Körperertüchtigung der Jugend zu errichten. Im Auftrag der Opera Nazionale Balilla konzipierte Enrico Del Debbio 1928 bis 1933 das Mussoliniforum, heute Foro Italico. Dabei entstand die Achse zwischen Mussolini-Obelisk und dem Kugelbrunnen.
1937 übernahm die neugegründete Gioventù italiana del littorio die Federführung und beauftragte Luigi Moretti mit einer Weiterentwicklung im Hinblick auf eine Bewerbung Roms für die Olympischen Spiele 1940.
Moretti, der auch zahlreiche Gebäude im Umfeld des Plazzes baute, entwarf die Platzgestaltung mit Mosaiken, nach Zeichnungen von Giulio Rossi, aus weißem Carrara-Marmor und schwarzen Mosaiksteinen. In den Mosaiken, die vom Mussolini-Obelisken bis zum Brunnen führen, sind kriegerische und sportliche Themen wie auch Schriftzüge faschistischen Inhalts wie DVCE („Führer“) und DVCE A NOI („Unser Führer“) eingelegt. Die Mosaiken sind in einzelne Felder eingeteilt und zeigen Darstellungen aus Antike und Neuzeit.
Der Platz ist der Vorplatz des Olympiastadions Rom.
Für die Olympischen Spiele 1960 und die Fußball-Weltmeisterschaft 1990 wurde der Platz renoviert und umgestaltet. Die Mosaiken mit der faschistischen Thematik blieben aber erhalten.

### Kugelbrunnen
Der Kugelbrunnen (ital. Fontana della Sfera), mit der vermutlich weltgrößten Marmorkugel, mit einem Durchmesser von 3 Metern und 37 Tonnen Gewicht, befindet sich im Zentrum der Platzanlage. Die Kugel befindet sich auf einer quadratischen Plinthe und wird vom Rande des runden Brunnenbeckens mit Wasser besprüht. Der Brunnen wurde 1933 – 1934 von den Architekten Giulio Pediconi und Mario Paniconi entworfen.

### Ideologiekritische Deutung

Die repräsentative Achse zwischen dem Obelisken und dem Brunnen

Von Eamonn Canniffe wird dieser Piazzale folgendermaßen beschrieben:
“The axial space between the sphere and the obelisk was to became the Piazzale del Impero, the most significant ceremonial space of the complex.”
(„Der achsenartige Raum zwischen dem Kugelbrunnen und dem Mussolini-Obelisk wurde zum Piazzale del Impero, dem zeremoniellsten Raum [im Sinne der urbanen Stadt- und Platzplanung des Faschismus] des Foro Mussolini“).
Der Platz wird von zahlreichen Marmorblöcken gesäumt, unter ihnen ein großer Block, auf dem Mussolinis Ausrufung des Impero am 9. März 1936 eingeschlagen ist. Das Impero (ital. für Reich) war die Vision des italienischen Faschismus von Italien und seinen afrikanischen Kolonien in Libyen und Ostafrika als der entscheidenden Hegemonialmacht im Mittelmeerraum.
Der Platz sollte der Propaganda nach innen und auch nach außen an die ausländischen Besucher der Olympischen Sommerspiele 1940 und der geplanten Weltausstellung E42 im Stadtteil Esposizione Universale di Roma (E.U.R.) von 1942 dienen. Der Stadtteil Eur wurde als Vorzeigebeispiel der faschistischen Städteplanung unter Mussolini entworfen. Beide Veranstaltungen fanden aufgrund der internationalen Isolierung Italiens wegen des Krieges Italiens gegen Abessinien von 1935–36 und wegen des Zweiten Weltkriegs nicht statt.